# Coëtlogon
Coëtlogon is een voormalige gemeente in het Franse departement Côtes-d'Armor (regio Bretagne) en telt 249 inwoners (1999). De plaats maakt deel uit van het arrondissement Saint-Brieuc.

## Geschiedenis
Op 1 januari 2025 is Coëtlogon gefuseerd met de gemeenten Le Cambout en Plumieux tot een nieuwe gemeente, eveneens geheten Plumieux.

## Geografie
De oppervlakte van Coëtlogon bedraagt 16,3 km², de bevolkingsdichtheid is 15,3 inwoners per km².

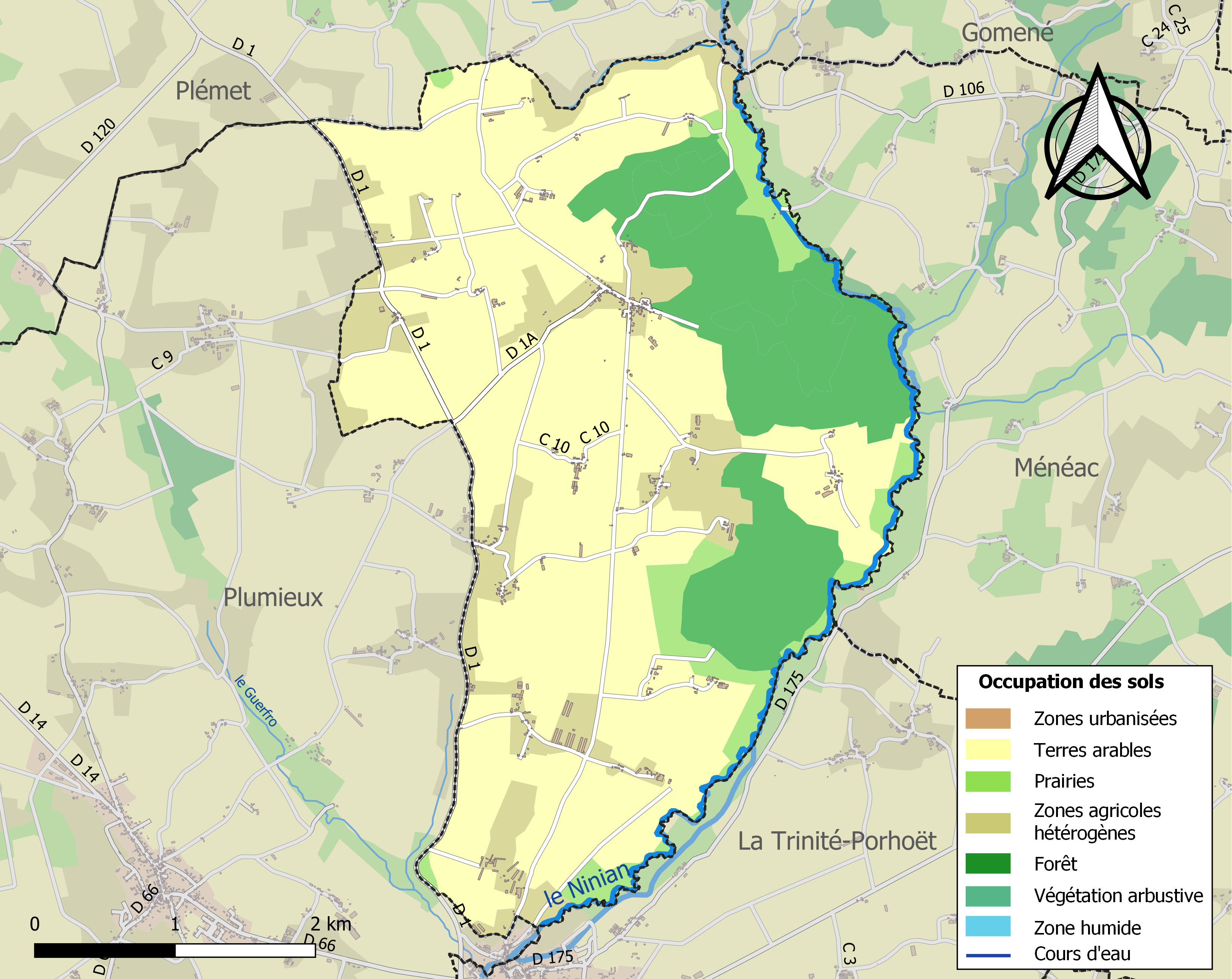
Kaart van de gemeente met de belangrijkste infrastructuur, bodemgebruik en omliggende gemeenten

## Demografie
Onderstaande figuur toont het verloop van het inwonertal.